# Commissari - Sulle tracce del male
Commissari - Sulle tracce del male è un programma televisivo italiano. Condotto da Pino Rinaldi, è realizzato dalla Rai in collaborazione con la Polizia di Stato. Il programma ripercorre, con l'intervento di funzionari di polizia, alcuni dei casi giudiziari italiani degli anni 2000.